# جهاز اللمس
جهاز اللمس هو جهاز ترجمة يعمل عن طريق اللمس ويترجم النص إلى برايل وهوتحت التطوير حاليًا في معهد ماساتشوستس للتكنولوجيا.  تم تصميمه من قبل فريق من الطلاب الجامعيين، شاركو في حدث "hackathon" الذي مدته 15 ساعة ٫ والذي اقيم في معهد ماساتشوستس للتقنية ٫ واطلق على فريقهم اسم «100 بال 100 تحمس».  يتم تمرير الجهاز فوق النص المطبوع وتلتقط الكاميرا صوراً للكلمات وترسلها إلى متحكم دقيق. تنقل المعلومات المسامير لأعلى ولأسفل وترجمة النص إلى طريقة برايل. ومن المرجو أن يكون سعره اقل بكثير من الأجهزة الموجودة بمجرد توفره بالسوق التجاري.

## اشخاص
يتكون فريق التطوير من ستة أشخاص وهم تشانداني دوشي، وغريس لي، وجيلين شي، وبوني وانغ، وتشارلين شيا، وتانيا يو، وجميعهم من طلاب المرحلة الجامعية الأولى في معهد ماساتشوستس للتكنولوجيا في وقت ثورة اجهزة اللمس. ومن خلال تعاون مشترك في علوم المواد، والهندسة الميكانيكية والكهربائية، وعلوم الكمبيوتر، حظيت شركة Tactile باهتمام وسائل الإعلام الشعبية  بسبب تطور الجهاز السريع، بالإضافة إلى أن مخترعيها جميعهم من النساء في مجالات العلوم والتكنولوجيا والهندسة والرياضيات برغم ان هذه المجالات تعاني من قلة وجود وتمثيل العنصر النسائي بها.

## تطوير
يوفر جهاز اللمس ترجمة فورية للغة الإنجليزية، يتم التقاطها بواسطة كاميرا مدمجة، إلى طريقة برايل يتم عرضها ديناميكيًا على شاشة قابلة للتحديث. المنتج النهائي هو عرض 36 حرف برايل في وقت واحد على واجهة 5 "× 2" مع سعر التجزئة المقصود حوالي 100 دولار أمريكي. مع وجود أجهزة عرض برايل الحالية التي يتراوح سعرها بين 1500 دولار و 2500 دولار، فقد وصفت شركة Tactile بأنها "قفزة هائلة إلى الأمام بالنسبة للمكفوفين.
تحصل فريق Tactile على منحة بقيمة 10000 دولار في تحدي افكار معهد ماساتشوستس التقني العالمي وتم قبوله في برنامج مايكروسوفت لبراءة الاختراع، حيث تلقى تمويلًا ومستشارًا قانونيًا من مايكروسوفت لتقديم طلب للحصول على حماية براءات الاختراع في الولايات المتحدة. تم تقديم الطلب في السادس عشر من سبتمبر في عام 2016 وحالة الطلب معلقة في الوقت الحالي.

## روابط خارجية
- الموقع الرسمي